# Oraesia rectistria
Oraesia rectistria är en fjärilsart som beskrevs av Achille Guenée 1852. Oraesia rectistria ingår i släktet Oraesia och familjen nattflyn. Inga underarter finns listade i Catalogue of Life.